# Gliptodontins
Els gliptodontins (Glyptodontinae) són una subfamília extinta, relacionada amb els pampatèrids i els armadillos actuals. Els gliptodontins eren més grossos i estaven dotats d'una cuirassa més gruixuda que els seus parents moderns. Aparegueren per primer cop durant l'Eocè a Sud-amèrica, que romangué el seu centre de diversitat. Per exemple, un gliptodontí del Miocè inferior amb molts trets primitius en comparació amb altres espècies, Parapropalaehoplophorus septentrionalis, fou descobert en un indret actualment elevat de Xile i descrit el 2007. Quan es formà l'istme de Panamà fa uns tres milions d'anys, algunes espècies, com ara Glyptotherium texanum, migraren al nord en el gran intercanvi americà, igual que els pampatèrids i armadillos.